# Golema Rakovița, Sofia
Golema Rakovița (în bulgară Голема Раковица) este un sat în comuna Elin Pelin, regiunea Sofia,  Bulgaria. 

## Demografie
Componența etnică a satului Golema Rakovița
     Romi (3,06%)
     Bulgari (72,19%)
     Nicio identificare (24,74%)
     Altele (0%)
La recensământul din 2011, populația satului Golema Rakovița era de 392 locuitori. Din punct de vedere etnic, majoritatea locuitorilor (72,19%) erau bulgari, cu o minoritate de romi (3,06%). Pentru 24,74% din locuitori nu este cunoscută apartenența etnică.